# 苏波涅沃农村居民点
苏波涅沃农村居民点（俄语：Супоневское сельское поселение）是俄罗斯联邦布良斯克州布良斯克区所属的一个农村居民点。其下辖有3个居民点，行政中心为苏波涅沃。据2015年统计，该农村居民点的人口为10625人。